# Resistência de folha
Resistência de folha é uma medida de resistência usada para caracterizar finas camadas de semicondutores dopados, normalmente uniformes em toda sua espessura. Resistividade é uma função direta da geometria da amostras, e portanto é conveniente trabalhar com este parâmetro resistência de folha  {\displaystyle R_{s}}, expressa em unidades de ohms por quadrado. 
A resistência de folha, em oposição à resistência, nos fornece a resistividade de filmes finos formados por camadas difusas, implantadas ou formada por filmes epitaxiais em semicondutores, ou então de camadas policristalinas e de condutores metálicos.
Medidas de resistência de folha são invariantes frente a diminuição da escala de tamanho dos filmes, e portanto pode ser utilizada para comparar propriedades elétricas de dispositivos que são significativamente diferentes em tamanho.
Medidas de resistência de folha são muito comuns para caracterizar a uniformidade de recobrimentos condutores ou semicondutores, além de garantia de qualidade de materiais, por exemplo.
O desenvolvimento e o rápido crescimento da optoteletrônica em comparação a microeletrônica tem sido acelerado pelos avanços nas técnicas de crescimento de semicondutores. Filmes epitaxiais que são utilizados em dispositivos ópticos e eletrônicos não podem ser caracterizados pela utilização das mesmas técnicas utilizadas para a caracterização dos substratos semicondutores. Assim, foi necessário refinar e desenvolver novos aparatos para que a caracterização elétrica das amostras pudesse ser determinada.

## Formulação matemática

Geometria necessárias para derivar equações de resistividade (esquerda) e resistência de folha (direita). Em ambos os casos, a corrente é perpendicular a direção denotada pela letra "W" - contida no mesmo plano.

Para um condutor na forma de paralelepípedo, a resistência é dada por {\displaystyle R=\rho {\frac {L}{A}}}, onde {\displaystyle \rho } é a resistividade, {\displaystyle L} o comprimento percorrido pela corrente {\displaystyle I} e área {\displaystyle A} da secção transversal, que pode ser expresso pela largura {\displaystyle W} e a espessura {\displaystyle t}. Assim,
{\displaystyle R=\rho {\frac {L}{Wt}}}
Podemos definir agora, combinando a resistividade com a espessura, a resistência de folha {\displaystyle R_{s}}. Se as dimensões {\displaystyle L} e {\displaystyle W} forem iguais, podemos escrever {\displaystyle R_{s}} como:
{\displaystyle R_{s}={\frac {\rho }{t}}}.
Sendo {\displaystyle L=W}, define-se a unidade como sendo a mesma da resistividade tridimensional ohm. O termo {\displaystyle {\frac {\Omega }{\Box }}} é empregado por fornecer a resistência de uma corrente passando por uma secção transversal quadrada, ou seja, independente do tamanho deste quadrado.
Existe porém uma abordagem de carácter mais técnico que leva a mesma conclusão e formulação. A mais utilizada técnica de caracterização de materiais semicondutores é a medida de efeito Hall. Esta permite que se determine o tipo e a concentração dos portadores majoritários em um semicondutor a uma determinada temperatura. A análise de efeito Hall e medidas de resistividade trazem informação a respeito da concentração de aceitadores e doadores na amostra.

### Semicondutores
O coeficiente Hall, {\displaystyle R_{H}}, definido por {\displaystyle R_{H}={\frac {-n\mu _{e}^{2}+p\mu _{p}^{2}}{e(n\mu _{e}+p\mu _{p})}}} (demonstração no verbete principal), nos permite chegar a concentração de portadores negativos {\displaystyle n} e positivos {\displaystyle p}.
A resistividade de um semicondutor {\displaystyle \rho }, por sua vez, é definida como (ver Condutividade elétrica):
{\displaystyle \rho ={\frac {1}{e(n\mu _{n}+p\mu _{p})}}}.
Assim, temos um intrínseca relação entre a medida de efeito Hall e a medida de resistência de folha. Dependendo dos detalhes técnicos, pode ser mais simples uma ou outra abordagem, como discutido na secção seguinte.
Podemos então definir a resistência de folha em função da corrente {\displaystyle I} e da voltagem {\displaystyle V} aplicadas para ocorrência de efeito Hall,
{\displaystyle R_{s}={\frac {\rho }{t}}={\frac {\pi }{ln(2)}}{\frac {V}{I}}=4.532(V/I)} 
Para camadas de semicondutores não uniformemente dopados, define-se a resistência de folha usando uma resistividade média:
{\displaystyle R_{s}={\overline {\rho }}/x_{j}=({\overline {\sigma }}x_{j})^{-1}={\frac {1}{\int _{0}^{x_{j}}\sigma (x)dx}}}
que para materiais com propriedades devido a portadores majoritários pode ser aproximado por (desconsiderando os portadores de carga intrínsecos):
{\displaystyle R_{s}={\frac {1}{\int _{0}^{x_{j}}\mu _{n}eN(x)dx}}}
sendo {\displaystyle x_{j}} comprimento da profundidade, {\displaystyle \mu _{n}} mobilidade de portadores, {\displaystyle e} carga dos portadores e {\displaystyle N(x)} é a distribuição de impurezas como função da profundidade.

## Medições

### Método das quatro sondas

Figura 1: Métodos das quatro pontas. Descrição geométrica do método

O método das quatro sondas é um mais comuns métodos para medida resistência de semicondutores. Considere primeiramente duas sondas sobre a amostra. Cada sonda é uma fonte de corrente e uma fonte de tensão. A resistência total deste sistema é dada por:
{\displaystyle R_{T}={\frac {V}{I}}=2R_{c}+2R_{sp}+R_{s}}
Sendo {\displaystyle R_{c}} a resistência de contato em cada sonda de prova, {\displaystyle R_{sp}} resistência de propagação da corrente (entre o metal da sonda e o semicondutor) e {\displaystyle R_{s}} a resistência do semicondutor. {\displaystyle R_{c}} e {\displaystyle R_{sp}} podem ser calculadas de modo acurrado, mas não há como determinar perfeitamente {\displaystyle R_{s}}.
Portanto, para solucionar tal problema, utilizamos quatro sondas. Duas sondas carregam a corrente e outras duas são responsáveis por atuar como sensores de voltagem. Este método foi originalmente proposto em 1916 por Wenner para medir a resistência da Terra. Mais tarde, em 1954, viria a ser adotado semicondutores por Valdes. Todas as sondas são colocadas em linha, de forma igualmente espaçadas (outras configurações são possíveis).
As duas sondas responsáveis pela medida de diferença de potencial agora não mais apresentam resistência de contato {\displaystyle R_{sp}}, pois sobre o potenciômetro não há passagem de corrente, ou então este possui uma alta impedância de entrada, o que gera apenas uma pequena corrente. As demais correntes parasitas {\displaystyle R_{c}} e {\displaystyle R_{sp}} podem ser desprezadas pois como a corrente que passa pelas sondas de medida de voltagem é baixa, ambas também o são.
O potencial  {\displaystyle V} a uma distância  {\displaystyle r} de eletrodo carregando uma corrente {\displaystyle I}, num material com resistividade {\displaystyle \rho } é dado por:
{\displaystyle V={\frac {\rho I}{2\pi r}}}
Para as sondas em um meio semi-infito como a figura 1, a corrente que entra pela sonda 1, deixa a amostra pela sonda 4. Assim:
{\displaystyle V={\frac {\rho I}{2\pi }}({\frac {1}{r_{1}}}-{\frac {1}{r_{4}}})}
sendo {\displaystyle r_{i}} as distâncias entre as sondas. Para espaçamentos entre sondas {\displaystyle s_{i}}, a voltagem na sonda 2 é
{\displaystyle V={\frac {\rho I}{2\pi }}({\frac {1}{s_{1}}}-{\frac {1}{s_{2}+s_{3}}})}
e a voltagem na sonda 3
{\displaystyle V={\frac {\rho I}{2\pi }}({\frac {1}{s_{1}+s_{2}}}-{\frac {1}{s_{3}}})}
A voltagem medida ({\displaystyle V=V_{2}-V_{3}}) fica então
{\displaystyle V={\frac {\rho I}{2\pi }}({\frac {1}{s_{1}}}+{\frac {1}{s_{3}}}-{\frac {1}{s_{2}+s_{3}}}-{\frac {1}{s_{1}+s_{2}}})}
Para semicondutores, o parâmetro de interesse é a resitividade {\displaystyle \rho }
{\displaystyle \rho ={\frac {2\pi V}{I({\frac {1}{s_{1}}}+{\frac {1}{s_{3}}}-{\frac {1}{s_{2}+s_{3}}}-{\frac {1}{s_{1}+s_{2}}})}}}
com unidade de [ohm-cm], {\displaystyle V} medido em volts, {\displaystyle I} em ampères. No limite em que todos os espaçamentos entre as sondas são iguais
{\displaystyle \rho =2\pi s{\frac {V}{I}}}
sendo {\displaystyle s} optimal na ordem de 0.5 a 1.5 mm.
Discos semicondutores não são semi-infinitos, e portanto a equação deduzida deve ser corrigida para geometrias finitas, introduzindo assim um fator {\displaystyle F}, que engloba efeitos de borda e espessura, além de efeitos causados pelas próprias sondas, sendo assim um fator empírico. Por exemplo, para espessuras maiores que o espaçamento entre sondas, ocorrem problemas com o cálculo de {\displaystyle F}, pois então ocorre interações entre efeitos de borda e espessura. Entretanto, em geral, a espessura da amostra é menor que o espaçamento entre sondas, e portanto cada efeito pode ser considerado e calculado separadamente.

### Correções
Tanto para sondas posicionadas de modo colinear ou então em linha, mas todas com o mesmo espaçamento {\displaystyle s}, o fator de correção pode ser entendido de modo independente. Assim
{\displaystyle F=F_{1}F_{3}[ln(2)F_{2}/\pi ]}
{\displaystyle F_{1}} corrige efeitos de espessura; {\displaystyle F_{2}} corrige efeitos de borda e {\displaystyle F_{3}} os efeitos da sonda em relação as bordas da amostra.
Especialmente sobre {\displaystyle F_{1}} recai maior atenção, pois os discos semicondutores possuem espessura inferior ao espaçamento da sonda, introduzindo um fator
{\displaystyle F_{11}={\frac {t/s}{2ln[[sinh(t/s)]/[sinh(t/2s)]]}}}
para superfícies inferiores não condutores. Para superfícies inferiores de condutores temos:
{\displaystyle F_{12}={\frac {t/s}{2ln[[cosh(t/s)]/[cosh(t/2s)]]}}}
Para amostras finas,
{\displaystyle F_{11}={\frac {t/s}{2ln(2)}}}
Além disso, neste limite, {\displaystyle F_{1}=F_{3}=1}, sendo que a equação acima é válida para {\displaystyle t\leq s/2}.
Agrupando estas informações, temos que a resistividade é expressa por
{\displaystyle \rho ={\frac {\pi t}{ln(2)}}{\frac {V}{I}}}
onde se chega a informação de resistência de folha {\displaystyle R_{s}={\frac {\pi }{ln(2)}}{\frac {V}{I}}}
Existem outras formulações para as correções que carregam explicitamente informações sobre tamanho e geometria da amostra para medida de resistividade de amostras condutoras e/ou semicondutoras, mas que recaem, em algum limite, em equações que apresentam a mesma forma: um fator constante, multiplicando uma variável relacionada a dimensão da amostra e uma razão entre {\displaystyle V/I}.

### Van der Pauw

Figura 2: Amostra fina arbitrária com quatro contatos para medida de resistividade

Para fins didáticos, a medida de quatro sondas é explicada com sendo realizadas de modo colinear, em amostras em forma de barra. Entretanto, por questões de caráter técnico, o método em quadrado é mais utilizado, mesmo que amostras quadradas sejam difíceis de se obterem. A análise de resistividade para amostras irregulares foi primeiramente descrita por van der Pauw.
O método de van der Pauw descreve que amostras planas de qualquer forma podem ser medidas sem saber o modelo padrão de condução de corrente. Para tanto, deve-se seguir as seguintes condições:
1. Os contatos são colocados de forma circular no amostra;
2. Contatos suficientemente pequenos;
3. Amostra uniforme em espessura;
4. Superfície diretamente conectada, mas amostra isolada.
Assim, de acordo com a figura 2, a resistência pode ser definida como
{\displaystyle R_{{12},{34}}=V_{34}/I_{12}}
sendo {\displaystyle I_{12}} a corrente que flui entre os pontos 1 e 2, e {\displaystyle V_{34}=V_{3}-V_{4}} a diferença de potencial entre os contatos 3 e 4.
A resistividade é definida similarmente como
{\displaystyle \rho ={\frac {\pi t}{ln(2)}}{\frac {R_{{12},{34}}+R_{{23},{41}}}{2}}F}
Para amostras simétricas como círculos ou quadrados,
{\displaystyle \rho ={\frac {\pi t}{ln(2)}}R_{{12},{34}}}
e a resistência de folha é agora expressa por
{\displaystyle R_{s}={\frac {\pi }{ln(2)}}R_{{12},{34}}}
Estas equações consideram os contatos infinitesimais, mas os mesmos possuem dimensão finita e podem não estar exatamente na periferia da amostra. Alguns ajustes devem ser feitos no momento da medida, mas é algo que pode ser controlado e considerado no momento em se concluir a respeito da medida de resistividade.
O método de van der Pauw requer uma área menor que o método da quatro sondas, e assim preferíveis na tecnologia de circuitos integrados. Amostras circulares ou quadradas são mais empregadas, e o posicionamento dos contatos (de modo muito preciso) é feito a partir da técnicas de litografia na geometria de  Cruz Grega.

## Complicações e detalhes técnicos

Posicionamento das sondas para medida van der Pauw: amostras menores podem ser medidas de modo mais acurado

As medidas pelo método de van der Pauw, como relatado, podem ter uma série de complicações que alteram o resultado do experimento. Fatores geométricos, espessuras não uniformes (dopagem, concentração de portadores e outros), inomogeneidades interface, zonas de depleção são possíves fatores que alteram a medida de resistividade e, portanto, a medida de resistividade Hall {\displaystyle R_{H}}. Outro fator que altera a medida pelo método de van der Pauw é o controle de temperatura (constância durante medições), que pode ser um problema para amostras com baixa mobilidade eletrônica. Fatores mais complicados são a mudança da densidade de estados devido a bandas não-parabólicas, estados excitados de impurezas, condução por impurezas, ou então condução em bandas diferentes pelos mesmos portadores de carga, mas com massas efetivas ou mobilidades diferentes.
Somados a tudo existe a influência dos erros em relação ao posicionamento e efeitos dos contatos/sondas sobre a amostra. Estes problemas porém, podem ser eliminados utilizando uma configuração em folha de trevo, como mostrado.